# يان هاكن
يان هاكن (بالإنجليزية: Jan Haaken)‏ هي عالمة نفس وممرضة أمريكية، ولدت في 2 مارس 1947.